# Religiositat popular

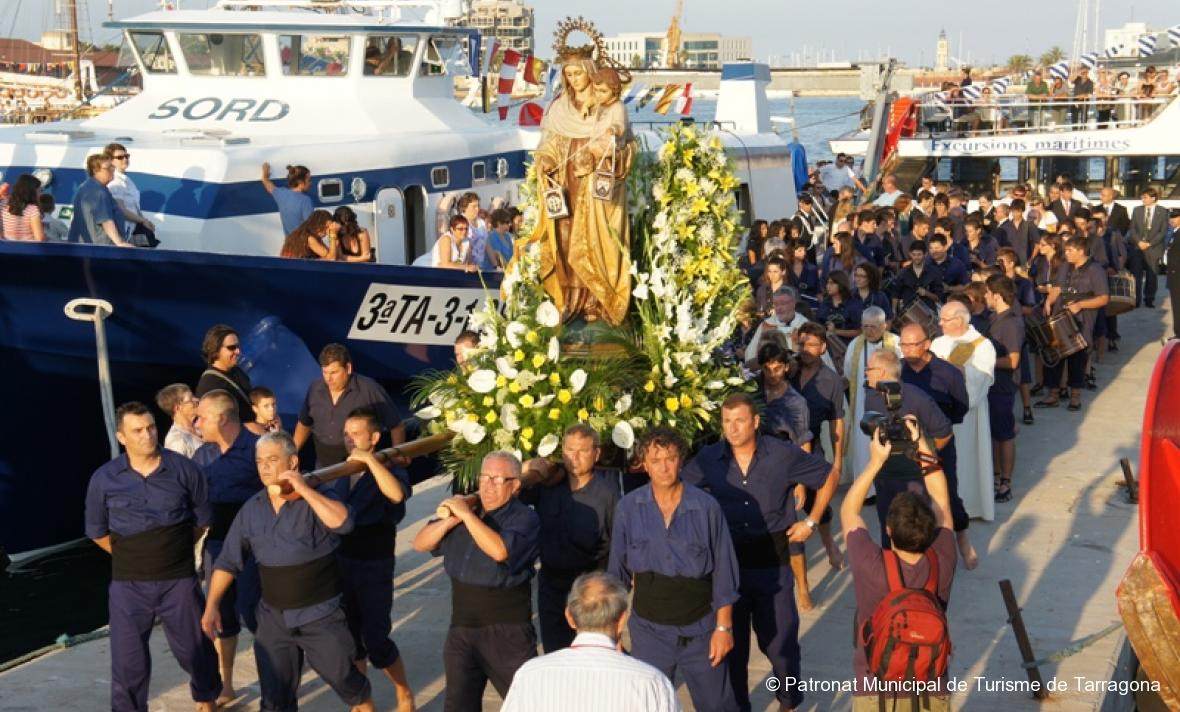
Processó de la Mare de Déu del Carme, patrona dels pescadors, al Serrallo de Tarragona, en una imatge del 2015.

La religiositat popular comprèn diverses formes i expressions de religió que són diferents de les doctrines i pràctiques oficials de la religió organitzada. És un concepte de les ciències de l'àmbit religiós amb una definició que pot variar entre els estudiosos però que essencialment consisteix en costums religiosos ètnics o regionals sota el paraigua d'una religió, però fora de la doctrina i pràctiques oficials.
L'aproximació a la religiositat popular es pot fer des de la cultura o des de la religió. En el primer cas, es basa en la dimensió religiosa de la cultura popular o folklore mentre que en el segon s'estudia el sincretisme entre dues cultures, com la barreja de creences populars africanes i el catolicisme romà que va portar al desenvolupament del vodú i la santeria, i mescles similars de religions formals amb cultures populars. A la Xina, el protestantisme popular va tenir els seus orígens amb la rebel·lió de Taiping. La religió popular xinesa, el cristianisme popular, l'hinduisme popular i l'islam popular són exemples de religió popular associada a les principals religions.
Les diferències entre les religiositats populars i oficials són essencialment dues. Per una banda, l'oficial considera de la màxima importància la hierofania fundacional, la manifestació d'allò sagrat, mentre que la popular se centra en les pràctiques rituals i en la manera de mantenir una relació propiciatòria amb les entitats sobrenaturals. Per altra banda, l'oficial es transmet mitjançant mecanismes de socialització interns de les institucions religioses com el reclutament del clergat, els seminaris i d'altres institucions reglades, que arriben a tots els nivells, com la catequesis i les escoles dominicals, mentre que la popular ho fa en l'àmbit familiar i local mitjançant vivències col·lectives de tota mena (tradicions populars, festivitats, peregrinacions, romeries, processons, ritus de pas entre la vida i la mort i els diferents estats o edats, elements de la vida quotidiana -gastronomia, indumentària, etc...

## Estudi històric

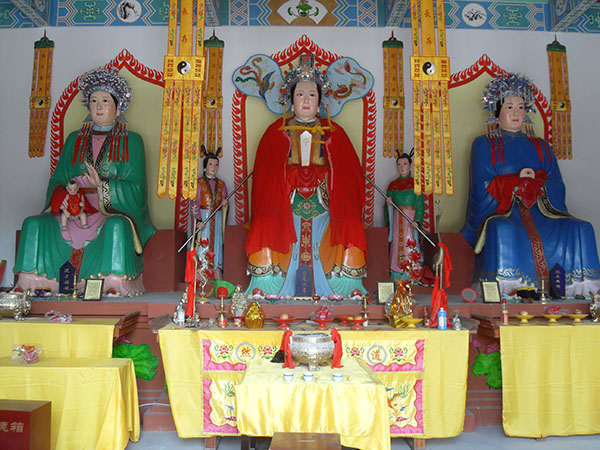
Santuari de Bixia al mont Tai, Shandong.

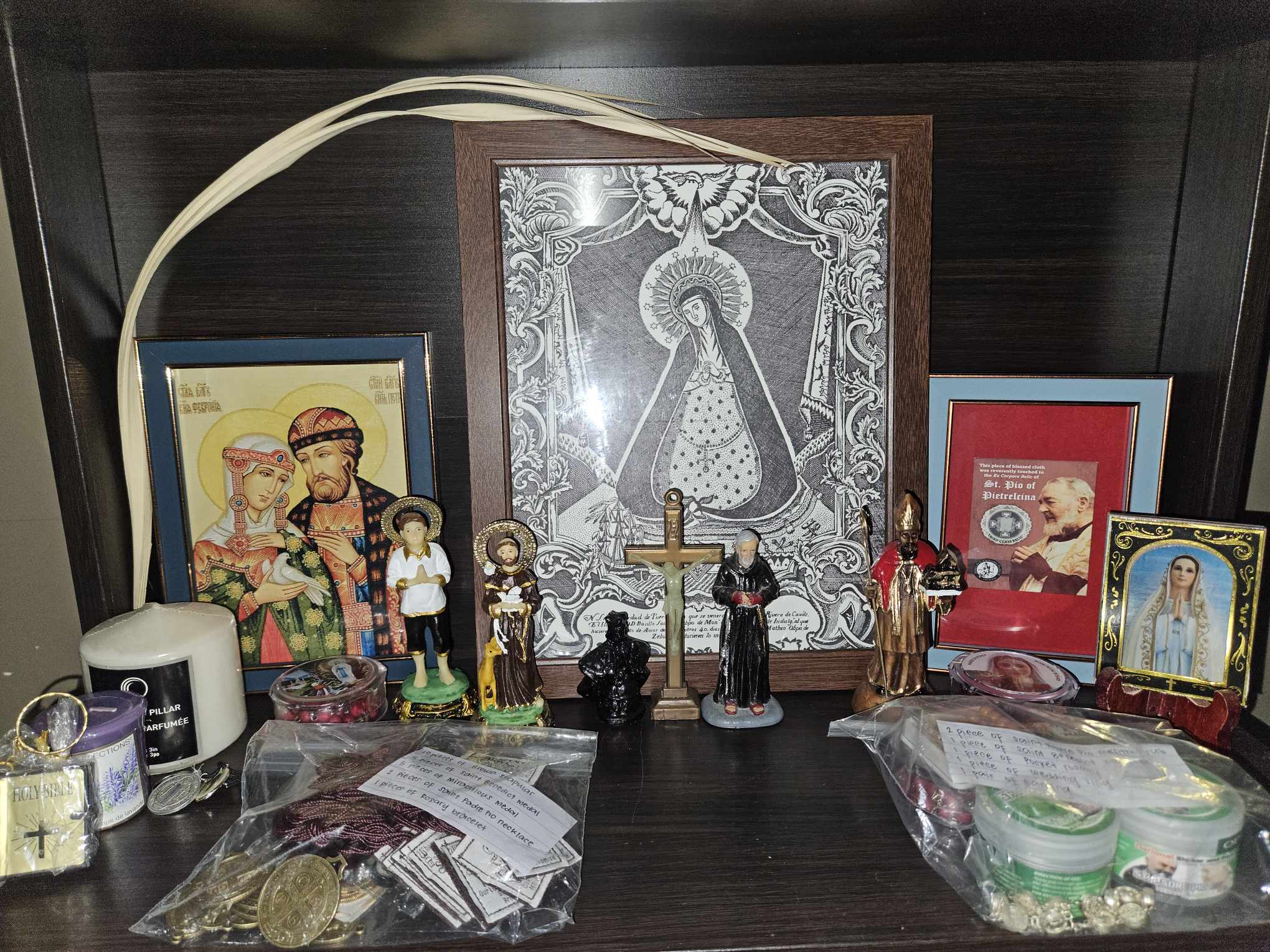
Un altar domèstic catòlic filipí a Morden, Manitoba.

A Europa l'estudi de la "religió popular" va sorgir a partir de l'estudi de la religionöse Volkskunde, un terme alemany que s'utilitzava en referència a "la dimensió religiosa de la cultura popular, o la dimensió cultural popular de la religió". Aquest terme va ser emprat per primera vegada per un predicador luterà alemany, Paul Drews, en un article que va publicar el 1901 que es titulava "Religiöse Volkskunde, eine Aufgabe der praktischen Theologie". Aquest article va ser dissenyat per ser llegit pels joves predicadors luterans que abandonessin el seminari, per equipar-los amb les variants populars del luteranisme que trobarien entre les seves congregacions i que es diferenciarien del luteranisme oficial i doctrinal al qual estaven acostumats. Tot i que es va desenvolupar en un entorn religiós, el terme va arribar a ser adoptat pels acadèmics alemanys en el camp de la folklorística. Durant les dècades de 1920 i 1930, els estudis teòrics sobre la religió Volkskunde havien estat produïts pels folkloristes Josef Weigert, Werner Boette i Max Rumpf, tots els quals s'havien centrat en la religiositat dins de les comunitats camperoles alemanyes. Durant les següents dècades, Georg Schreiber va establir un Institut für religiöse Volkskund a Munic, mentre que Hanns Koren va establir un departament similar a Salzburg. Altres acadèmics destacats implicats en l'estudi del fenomen van ser Heinrich Schauert i Rudolf Kriss, el darrer dels quals va fer una de les col·leccions més grans d'art popular-religiós i cultura material d'Europa, posteriorment allotjada al Museu Nacional Bavarès de Munic. Al llarg del segle xx, es van fer molts estudis sobre la religió popular a Europa, prestant especial atenció a temes com el pelegrinatge i l'ús dels santuaris. 
A les Amèriques, l'estudi de la religió popular es va desenvolupar entre els antropòlegs culturals que estudien les cultures sincretistes del Carib i Amèrica Llatina. El pioner en aquest camp va ser Robert Redfield, el llibre de 1930 Tepoztlán: A Mexican Village va contrastar i examinar la relació entre la "religió popular" i la "religió oficial" en una comunitat camperola.  Yoder va assenyalar més tard que encara que l'ús més antic conegut del terme "religió popular" en llengua anglesa era desconegut, probablement s'havia desenvolupat com una traducció de l'alemany Volksreligion. Un dels primers usos destacats del terme va ser en el títol de l'obra de 1939 de Joshua Trachtenberg Jewish Magic and Superstition: A Study in Folk Religion. El terme també va guanyar un ús creixent dins el camp acadèmic de la religió comparada, apareixent als títols de la Religió popular al Japó d'Ichiro Hori, la Religió popular grega de Martin Nilsson i al llibre Charles Leslie, l'Antropologia de la religió popular. Els cursos sobre l'estudi de la religió popular van començar a impartir-se a diverses universitats dels Estats Units, com el de John Messenger a la Universitat d'Indiana i el de Don Yoder a la Universitat de Pennsilvània. Tot i que el tema de la religió popular entrava dins de les competències dels estudiosos que treballaven tant en estudis folkloristes com religiosos, el 1974 Yoder va assenyalar que els acadèmics dels Estats Units continuaven ignorant-lo, en lloc de centrar-se en l'estudi de la teologia i la religió institucionalitzada; ho va contrastar amb la situació a Europa, on els historiadors de la religió havien dedicat molt de temps a estudiar la religiositat popular. També va lamentar que molts folkloristes amb seu als Estats Units també descuidaren el tema de la religió perquè no encaixava dins del sistema estàndard basat en gèneres per catalogar el folklore.

## Religiositats populars

### Religiositat popular xinesa

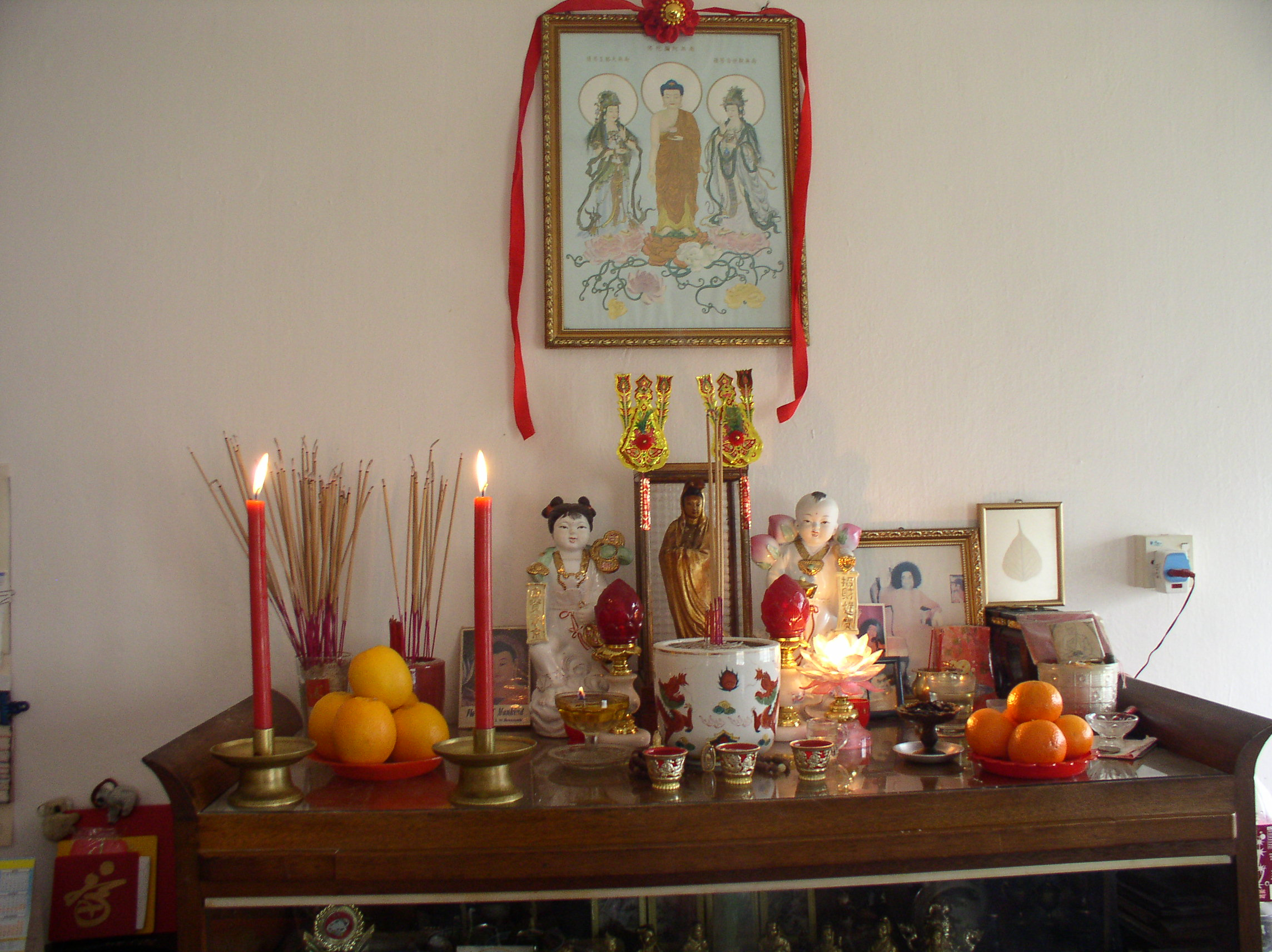
Casa xinesa de Malàisia amb un altar dedicat als tres savis de la Terra Pura, Avalokitesvara i Sathya Sai Baba. A l'esquerra de l'altar hi ha un got ple d'arròs. S'hi enganxen pals de Joss després que els avantpassats siguin convidats a participar en una ofrena de menjar.

La religió popular xinesa és una de les etiquetes utilitzades per descriure les tradicions religioses ètniques que històricament han constituït el sistema de creences predominant a la Xina i entre els grups ètnics xinesos han fins a l'actualitat. La devoció inclou la veneració de les forces de la natura i els avantpassats, l'exorcisme de les forces demoníaques i la creença en l'ordre racional de la natura, l'equilibri en l'univers i la realitat que poden ser influenciats pels éssers humans i els seus governants, així com els esperits i els déus. El culte es dedica a una jerarquia de déus i immortals, que poden ser divinitats relacionades amb fenòmens, de comportament humà o progenitors de llinatges. Les històries sobre alguns d'aquests déus es recullen al cos de la mitologia xinesa. Al segle XI (període Song), aquestes pràctiques s'havien barrejat amb les idees budistes del karma (el propi fet) i el renaixement, i els ensenyaments taoistes sobre les jerarquies de les deïtats, per formar el sistema religiós popular que ha perdurat de moltes maneres.
La religió popular xinesa de vegades es relaciona amb el taoisme, ja que al llarg dels segles el taoisme institucional ha intentat assimilar o administrar les religions locals. De fet, el taoisme va sorgir i es superposa a la religió popular i la filosofia xinesa. Amb uns 454 milions de creients, o al voltant del 6,6% de la població mundial, la religió popular xinesa és una de les principals tradicions religioses del món. A la República Popular de la Xina, més del 30% de la població segueix la religió popular xinesa o el taoisme.
Tot i haver estat fortament reprimida durant els dos darrers segles, des de la Rebel·lió de Taiping fins a la Revolució Cultural, a les primeres dècades del segle XXI està experimentant un renaixement modern tant a la Xina continental com a Taiwan. Diverses formes han rebut el suport del govern de la República Popular de la Xina, com ara el mazuisme al sud de la Xina (oficialment uns 160 milions de xinesos són adoradors de Mazu), el culte a Huangdi, el culte al Drac xinès a Shaanxi, i la veneració de Cai Shen.

### Religiositat popular dels indígenes filipins
Les religions populars dels indígenes filipines són les diferents religions natives de diversos grups ètnics a les Filipines, on la majoria segueix sistemes de creences en línia amb l'animisme. En general, aquestes religions populars indígenes s'anomenen anitisme o batalisme. Algunes d'aquestes creences provenen de religions precristianes que van estar especialment influenciades per l'hinduisme i que els espanyols consideraven "mites" i "supersticions" i que deslegitimava les creences precolonials substituint amb força aquestes creences natives per cristianes catòliques colonials. A la dècada del 2020 algunes d'aquestes creences precolonials encara les mantenen els filipins, especialment a les províncies.

### Hinduisme popular
June McDaniel (2007) classifica l'hinduisme en sis tipus principals i nombrosos tipus menors, per tal d'entendre l'expressió de les emocions entre els hindús. Segons McDaniel, un dels tipus principals és l'hinduisme popular, basat en les tradicions ètniques locals i els cultes de les deïtats locals i és el sistema més antic i analfabet de les religions índies. L'hinduisme popular implica l'adoració de divinitats que no es troben a les escriptures hindús. Implica el culte a Gramadevata (deïtat del poble), Kuladevata (deïtat domèstica) i deïtats locals. És una religió popular, creença politeista i animista basada en la localitat. Aquestes religions tenen els seus propis sacerdots, que veneren les divinitats regionals.
Durant el segle XIX, els estudiosos havien dividit l'hinduisme i el brahmanisme. El brahmanisme es coneixia com una tradició intel·lectual i clàssica basada en les escriptures sànscrites, mentre que l'hinduisme s'associava a la tradició popular supersticiosa. La tradició popular fa referència als aspectes de la tradició hindú que existeixen en tensió amb la tradició sànscrita basada en l'autoritat textual. Segons MN Srinivas (1976), l'hinduisme popular és rellevant en el context urbà, però és descuidat en els estudis etnogràfics per les seves connotacions negatives amb el folk (mases rurals, analfabets). Segons Chris Fuller (1994), l'hinduisme popular no és un hinduisme textual degenerat a la llum de l'evidència etnogràfica, tot i que la categoria d'hinduisme popular segueix sent tènue. Segons Michael Witzel (1998), la religió popular és la religió de la casta inferior de parla prakrit i la casta inferior de parla dravídica, mentre que l'hinduisme vèdic que comprèn Vedas i Upanishads és la religió de la casta superior de parla sànscrita. Segons Asko Parpola (2015), l'hinduisme del poble popular sobreviu de l'època indoària vèdica anterior a la instal·lació i la cultura de la vall de l'Indus.

### Judaisme popular
En un dels primers treballs acadèmics importants sobre el tema, titulat Jewish Magic and Superstition: A Study in Folk Religion, Joshua Trachtenberg va proporcionar una definició de la religió popular jueva afirmant que consisteix en idees i pràctiques que, tot i no reunir-se amb l'aprovació dels líders religiosos, va gaudir d'una gran popularitat tal destacada que fa que s'hagi d'incloure en el que ell va anomenar el camp de la religió. Això incloïa creences poc ortodoxes sobre dimonis i àngels, i pràctiques màgiques.
Estudis posteriors han posat èmfasi en la importància de la destrucció del temple de Jerusalem per als molts costums populars jueus relacionats amb el dol i, en particular, amb la creença en hibbut ha-qever (tortura de la tomba), una creença que els morts són torturats a la seva tomba durant tres dies després de l'enterrament pels dimonis fins que recordin els seus noms. Aquesta idea va començar amb l'aggadà escatològica primerenca i després va ser desenvolupada pels cabalistes.
Raphael Patai ha estat reconegut com un dels primers a utilitzar l'antropologia per estudiar la religió popular jueva. En particular, ha cridat l'atenció sobre l'important paper de l'element diví femení, que veu en la deessa Asherah, la Shekhinah, la Matronit i Lilith.
L'escriptor Stephen Sharot ha afirmat que la religió popular jueva, en comú amb altres formes de religió popular, té un focus en l'apotropaic, o taumatúrgic, és a dir, s'utilitza per ajudar a protegir l'individu de la malaltia i la desgràcia. Subratlla que mentre el judaisme rabínic tractava el ritual jueu ortodox i la Halakha, els mags afirmaven utilitzar rituals màgics poc ortodoxos per ajudar la gent en la vida quotidiana. Assenyala l'exemple d'un tipus de mag relativament professionalitzat que és el Baal Shem de Polònia, que a partir del segle XVI va prosperar amb la popularitat de la càbala pràctica al segle XVIII. Aquests ba'alei shem van prometre utilitzar el seu coneixement dels noms de déu i els àngels, juntament amb l'exorcisme, la quiromància i la medicina a base d'herbes per fer mal als enemics i l'èxit en àrees de la vida social com el matrimoni i el part.
Charles Liebman ha escrit que l'essència de la religió popular dels jueus nord-americans són els seus vincles socials entre ells, il·lustrat per la constatació que les pràctiques religioses que impedirien la integració social, com ara una interpretació estricta de les lleis dietètiques i el dissabte, s'han abandonat, mentre que les pràctiques que se segueixen –com el Seder de Pasqua, els ritus socials de pas i els Grans Dies Sants– són les que enforteixen la integració familiar i comunitària jueva. Liebman va descriure els rituals i les creences de la religió popular jueva contemporània a les seves obres, The Ambivalent American Jew (1973) i American Jewry: Identity and Affiliation .

### Cristianisme popular
En el cristianisme la religiositat popular és un terme utilitzat per "superar la divisió de creences en corrent dominant i heterodox".
Algunes formes de pràctiques populars catòliques es basen en el sincretisme amb creences o religions no cristianes o no catòliques. Algunes d'aquestes formes populars catòliques s'han identificat com a religions separades, com és el cas del sincretisme del Carib i el brasiler entre el catolicisme i les religions de l'Àfrica Occidental, que inclouen el vudú haitià, la santeria cubana i el candomblé brasiler. Altres formes sincretitzades, com el sincretisme entre la pràctica catòlica i els sistemes de creences indígenes americans comuns a les comunitats maia de Guatemala i les comunitats quítxua del Perú, normalment no són descrites pels seus practicants o pels estrangers com a religions separades; els seus practicants generalment es consideren catòlics romans tant de nom com de pràctica.
Altres pràctiques catòliques populars són elaboracions locals de costums catòlics que l'Església catòlica romana no considera contradictòries amb la doctrina i la pràctica catòlica romana. Alguns exemples inclouen el compadre a la península ibèria moderna, Amèrica Llatina i Filipines, que es va desenvolupar a partir de pràctiques catòliques europees medievals estàndard que van caure en desgracia a Europa després del segle XVII; la veneració d'alguns sants locals, i els pelegrinatges a l'Europa medieval i moderna.
A l'Església Ortodoxa la religiositat popular s'ha desenvolupat a partir d'una interpretació de rituals, textos sagrats i personatges de la Bíblia. En l'ortodòxia popular, el sincretisme religiós coexisteix amb la doctrina cristiana i elements de les creences paganes precristianes. Segons l'historiador i etnòleg Sergei Anatolievich Shtyrkov, la frontera entre l'ortodòxia canònica i popular no és clara ni constant; està dibuixat per institucions religioses com l'Església Ortodoxa Russa (que sovint consideren la superstició de l'ortodòxia popular o el paganisme).

### Islam popular
L'islam popular és un terme general utilitzat per descriure col·lectivament formes d'islam que incorporen creences i pràctiques populars natives. L'islam popular ha estat descrit com l'islam dels "pobres urbans, gent del camp i tribus", en contrast amb l'islam ortodox o "alt" (Gellner, 1992). Els conceptes sufís, que també es troben a l'islam ortodox, i el perenneisme i el sincretisme s'integren sovint a l'islam popular.